# NK Domžale
NK Domžale slovenski je nogometni klub iz Domžala. Trenutačno se natječe u 1. SNL.
Klupske boje 1932. bile su modra i bijela.

## Uspjesi
- Prva slovenska nogometna liga
  - Prvak (2) - 2006./07., 2007./08.

- Slovenska nogometni kup
  - Prvak (2) - 2010./11., 2016./17.

## Poznati bivši igrači
- Dalibor Stevanovič
- Samir Handanovič
- Janez Zavrl
- Branko Ilič
- Ermin Rakovič
- Sebastjan Cimirotič
- Zlatan Ljubijankič
- Haris Vučkić
- Sunday Chibuike
- Sasha Aneff[2][3][4]

## Vanjske poveznice
- Službene stranice (slov.)